# Monasterio Vysokopetrovsky
El Monasterio Vysokopetrovsky (ruso: Высокопетровский монастырь), es un monasterio ortodoxo ruso en la zona de Bely Gorod de Moscú, que domina una colina desde la que la calle Petrovka desciende hacia el Kremlin
Se cree que el monasterio fue fundado alrededor de la década de 1320 por San Pedro de Moscú, el primer metropolitano ruso en tener su sede en Moscú. El claustro dio su nombre a la adyacente calle Petrovka, una de las calles que irradian desde la Plaza Roja.

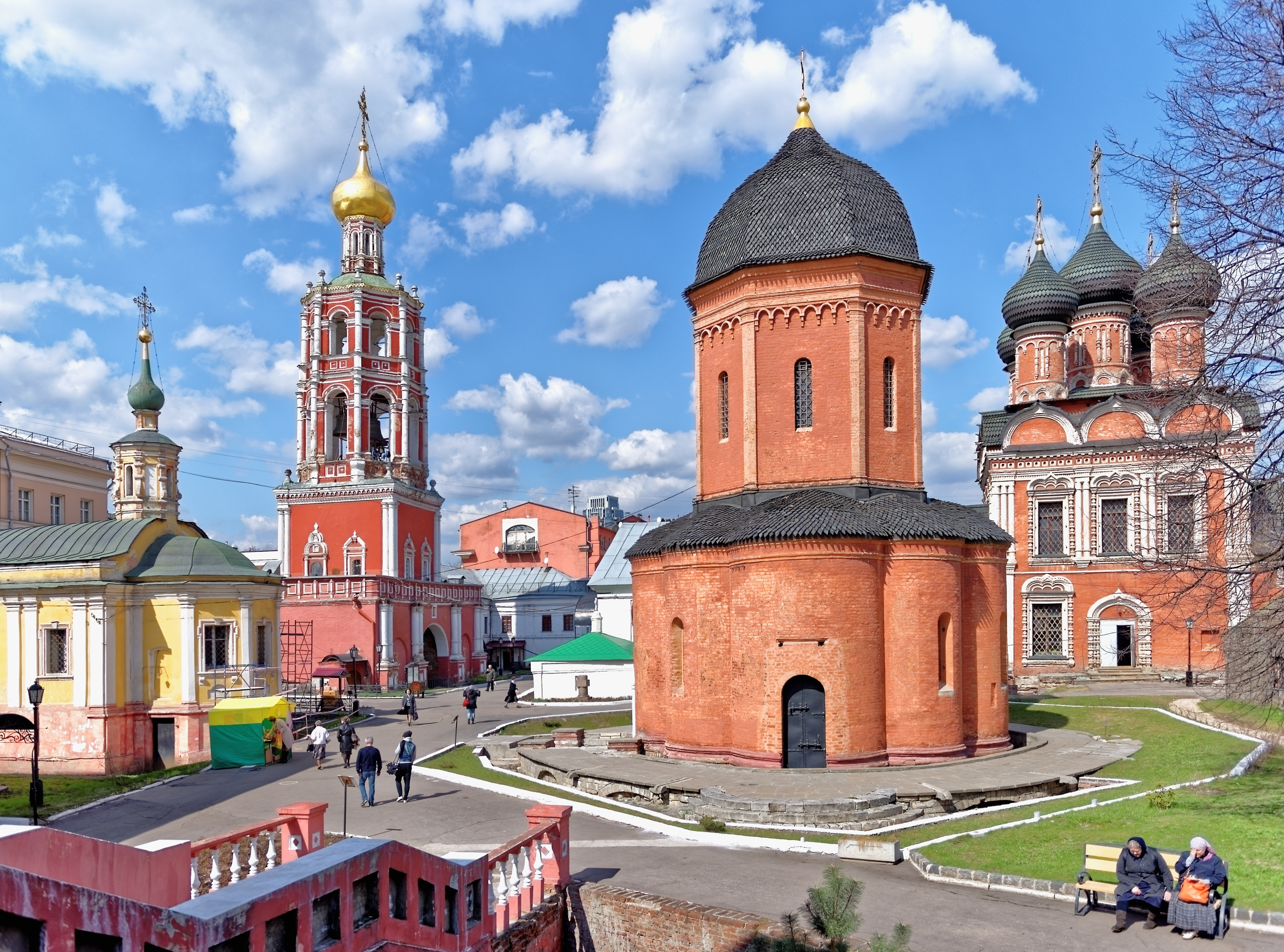
El katholikon (iglesia principal) fue una de las primeras rotondas de la arquitectura rusa.

A finales del siglo XVII, los boyardos de Naryshkin, parientes maternos de Pedro el Grande, convirtieron el monasterio en su lugar de enterramiento familiar. Lo hicieron reconstruir en el estilo arquitectónico barroco de los Naryshkin, asociado a su nombre. A mediados del siglo XVIII, se añadieron varias estructuras subsidiarias, posiblemente basadas en diseños de Dmitry Ukhtomsky o Ivan Fyodorovich Michurin.
El katholikon, dedicado a San Pedro de Moscú, fue considerado durante mucho tiempo como un monumento típico del estilo Naryshkin y data de 1692. Sin embargo, en la década de 1970, estudios detallados de fuentes escritas y excavaciones del sitio revelaron que el katholikon en realidad había sido construido en 1514-1517 por Aloisio el Nuevo.
Después de que el monasterio fuera cerrado por las autoridades soviéticas en 1929, el archimandrita Bartholomew Remov dispuso que los monjes y monjas continuaran su vida monástica en secreto en la Iglesia de la Natividad en Putinki, donde él era el rector. La vida espiritual del monasterio continuó en Putinki hasta que la NKVD fue informada y arrestó a todos los involucrados en 1935.
En 1992, varios edificios del monasterio fueron devueltos a la Iglesia Ortodoxa Rusa. A partir de 2005, los edificios son compartidos por la Iglesia Ortodoxa Rusa y el Museo de Literatura de Moscú.

## Estructuras
- Catedral de San Pedro (1517).

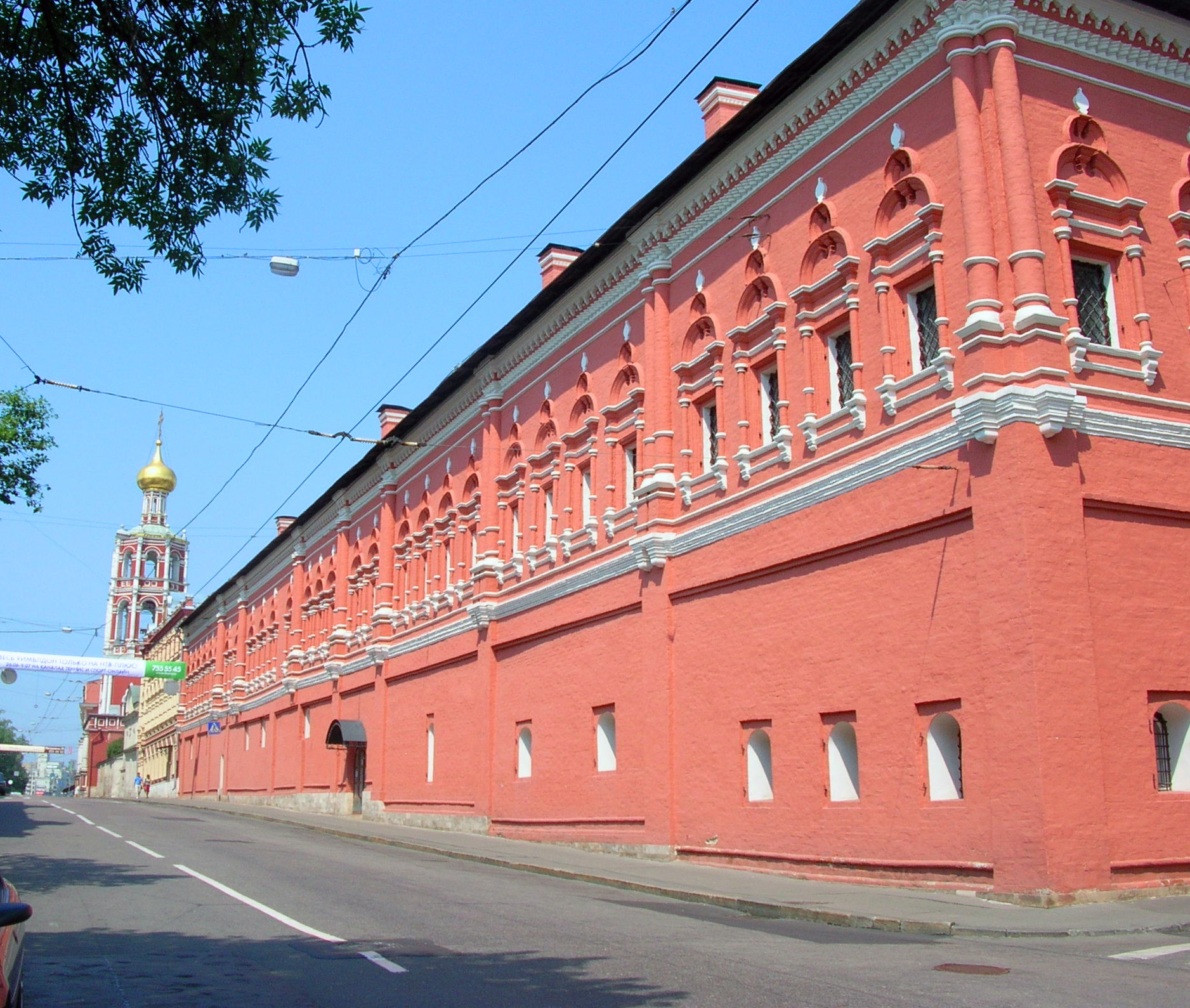
El campanario del monasterio y las celdas monásticas, encargados por los Naryshkins, se erigieron en la década de 1690.

- Iglesia de Nuestra Señora de Bogolyubovo (con refectorio ) (1687)
- Iglesia de San Sergio de Radonezh (con refectorio ) (1694)
- Iglesia de San Pacomio el Grande sobre las puertas del monasterio (1755)
- Iglesia de la Tolga icono de la madre de Dios (1750)
- Iglesia de la Intercesión sobre las puertas del monasterio, con campanario. (1694)
- Iglesia (antigua capilla) de Nuestra Señora de Kazán (dentro de las antiguas puertas bajo el campanario).

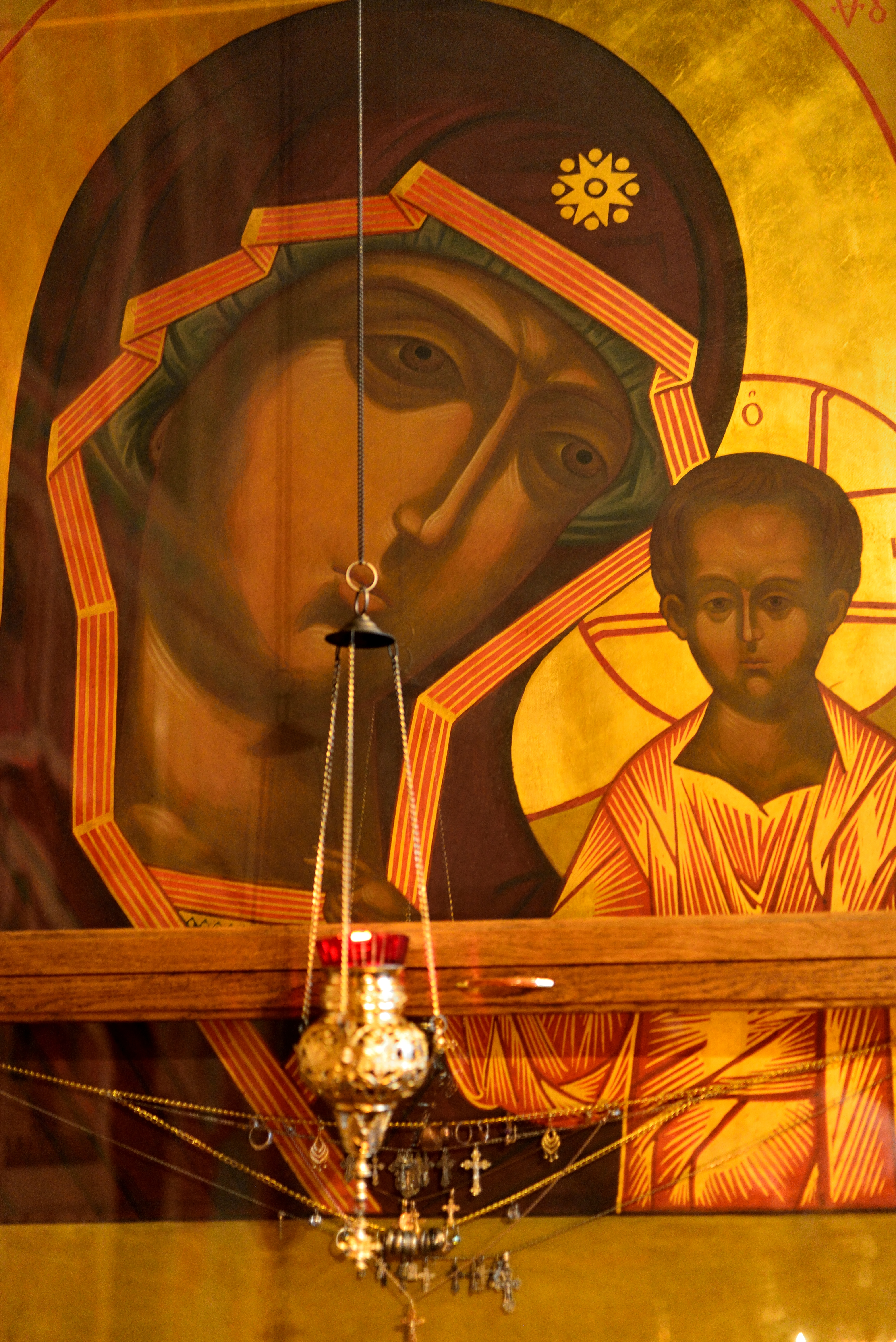
Icono de la capilla homónima de la Madre de Dios de Kazán
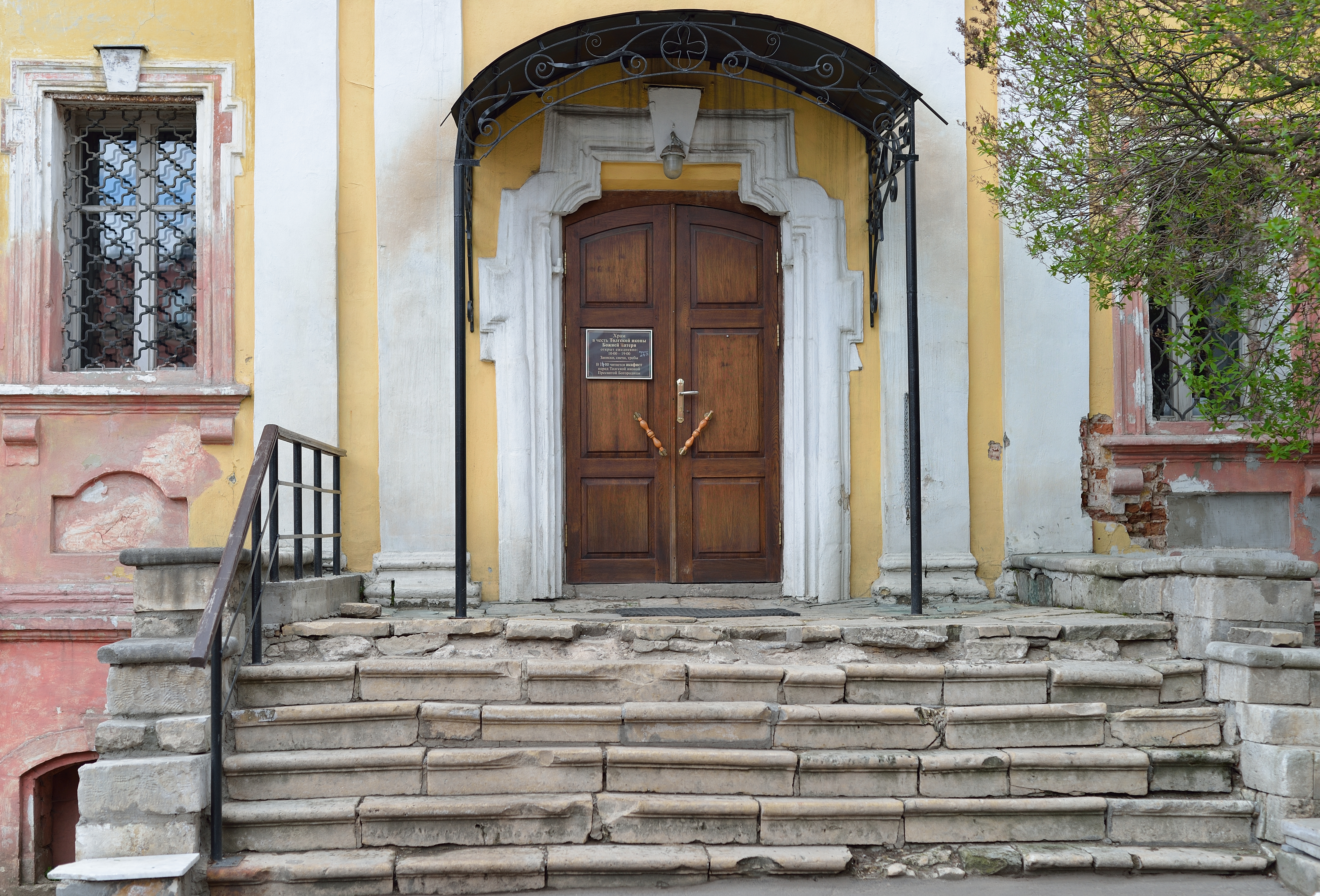
La entrada a la Iglesia de la Tolga icono de la Madre de Dios
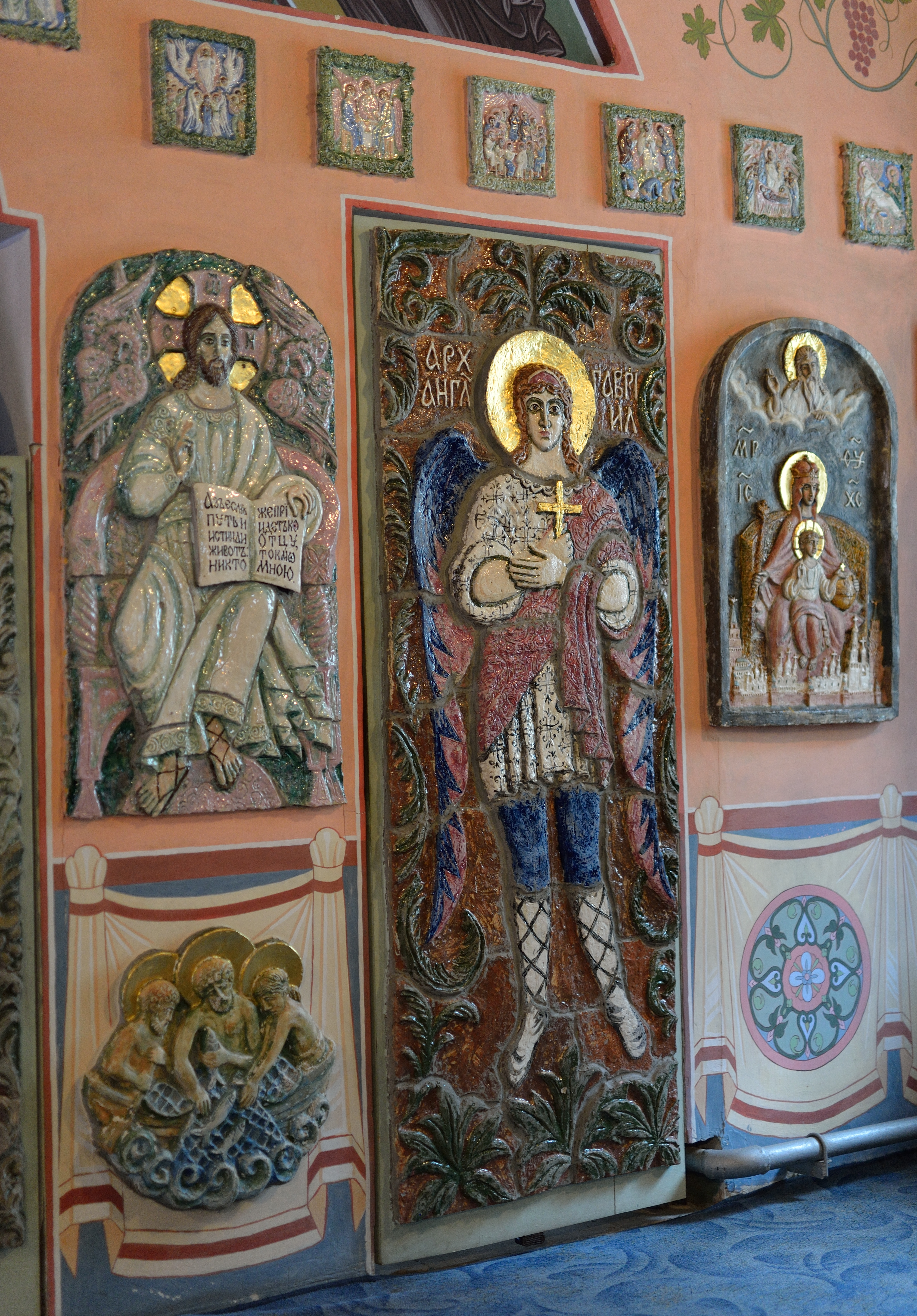
Una porción del iconostasio cerámico de la Iglesia de la Tolga icono de la Madre de Dios